# Enterprise 2.0
Enterprise 2.0（エンタープライズ にーてんぜろ、エンタープライズ ツーポイントオー）とは，米国ハーバード・ビジネス・スクールのアンドリュー・マカフィー教授が2006年に提唱した概念である。

## 概念
アンドリュー・マカフィー教授が提唱するEnterprise2.0の概念は，SNSやブログなどに代表されるソーシャル・ソフトウェアを企業内に取り入れ活用するという取り組みを表している。